# Atriplex sagittiformis
Atriplex sagittiformis là loài thực vật có hoa thuộc họ Dền. Loài này được (Aellen) G.L.Chu mô tả khoa học đầu tiên năm 2000.